# Бејвју (Тексас)
Бејвју (енгл. Bayview) град је у америчкој савезној држави Тексас. По попису становништва из 2010. у њему је живело 383 становника.

## Демографија
Према попису становништва из 2010. у граду је живело 383 становника, што је 60 (18,6%) становника више него 2000. године.
| Група             | 2000.       | 2010.       |
| Белци             | 221 (68,4%) | 203 (53,0%) |
| Афроамериканци    | 3 (0,9%)    | 0 (0,0%)    |
| Азијати           | 0 (0,0%)    | 2 (0,5%)    |
| Хиспаноамериканци | 95 (29,4%)  | 176 (46,0%) |
| Укупно            | 323         | 383         |